# Trastorn obsessivocompulsiu de la personalitat
|  | No s'ha de confondre amb Trastorn obsessivocompulsiu. |

El trastorn obsessivocompulsiu de la personalitat (TOCP) (conegut en anglès com obsessive–compulsive personality disorder (OCPD)) és un trastorn de personalitat caracteritzat per un patró general de preocupació per l'ordre, el perfeccionisme, el control mental i interpersonal, en detriment de la flexibilitat, l'actitud oberta i l'eficiència.

## Característiques[3]
- Falta de decisió, dubtes i precaucions excessives, que reflecteixen una profunda inseguretat personal.
- Preocupació excessiva per detalls, regles, llistes, ordre, organització i horaris.
- Perfeccionisme, que interfereix amb l'activitat pràctica.
- Rectitud i escrupolositat excessiva juntament amb preocupació injustificada pel rendiment, fins a l'extrem de renunciar a activitats plaents i a relacions personals.
- Pedanteria i convencionalisme amb una capacitat limitada per expressar emocions.
- Rigidesa i obstinació, amb un intens sentit del deure.
- Insistència poc raonable en què els altres se sotmetin a la pròpia rutina i resistència també poc raonable a deixar als altres fer el que han de fer.
- La irrupció no desitjada i insistent de pensaments o impulsos.
- Estil de vida avar molt per sota de les seves possibilitats econòmiques.
- Hiperexigència cap a si mateix i els altres.
- Sentiments de frustració, ràbia, irritabilitat i agressivitat per no aconseguir les metes que es exigeix.

## Tractament
El TOCP pot ser tractat amb fàrmacs, que en general regulen la biodisponibilitat de certs neurotransmissors en el cervell, especialment la serotonina; però, el mètode de tractament que més èxit té és el combinat, on es tracta a el pacient amb fàrmacs alhora que se l'ajuda amb psicoteràpia.